# Plinacro
Plinacro je hrvatska tvrtka koja se bavi transportom prirodnoga plina.

## Povijest
Plinacro je osnovan 1. veljače 2001. godine kao podružnica INA-e. Od ožujka 2002. godine Plinacro je u potpunosti u državnome vlasništvu. 

## Operacija
Plinacro operira visokotlačnim plinovodima čija ukupna dužina iznosi 2085 km. Dana 3. ožujka 2009. godine Plinacro je potpisao ugovor s FGSZ Zrt, podružnicom MOL-a, o izgradnji povezujućega plinovoda između Hrvatske i Mađarske dugoga 294 km s ukupnim volumenom od 6,5 milijardi m3, koji bi omogućio dvosmjernu isporuku nakon izgradnje Adria LNG terminala na otoku Krku. Plinacro je također pozvan od konzorcija koji gradi Adria LNG terminala.
Plinacro sudjeluje u radu na izgradnji New European Transmission System-a, projekta čiji je cilj ujediniti srednjoeuropske i jugoistočnoeuropske mreže transporta prirodnoga plina.
U siječnju 2009. godine odlučeno je da će Plinacro od INA-e kupiti skladište prirodnoga plina „Okoli“, zbog MOL-ovoga preuzimanja INA-e.

## Vanjske poveznice
- Službena web stranica